# クリストファー・パークニング

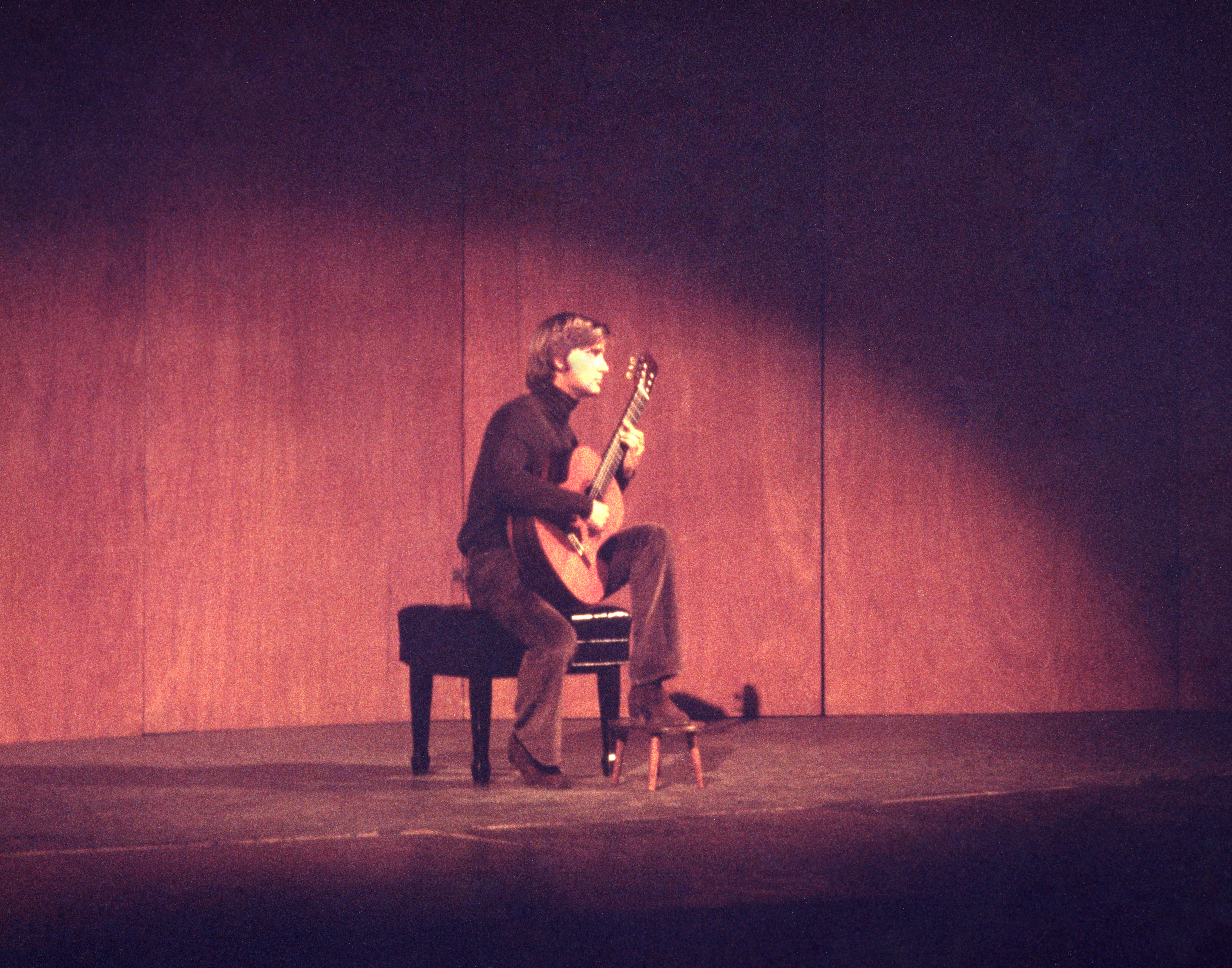
クリストファー・パークニング

クリストファー・パークニング（Christopher Parkening, 1947年12月14日 - ）は、アメリカ合衆国で最も人気を得てきたクラシックギタリスト。
アンドレス・セゴビアの高い推挙を得て、10代後半から世界的注目を集める。しかし、レコーディングやコンサート活動はマイペースで進めてきた。セゴビア流の音作りを更に洗練させた歌いまわしは独特であるが、合奏・協奏曲で他の楽器と合わせても存在感を示す普遍性も兼ね備える。